# Форти Форт (Пенсилванија)
Форти Форт (енгл. Forty Fort) град је у америчкој савезној држави Пенсилванија.

## Демографија
По попису из 2010. године број становника је 4.214, што је 365 (-8,0%) становника мање него 2000. године.
| Група             | 2000.         | 2010.         |
| Белци             | 4.492 (98,1%) | 4.051 (96,1%) |
| Афроамериканци    | 23 (0,5%)     | 41 (1,0%)     |
| Азијати           | 17 (0,4%)     | 32 (0,8%)     |
| Хиспаноамериканци | 24 (0,5%)     | 57 (1,4%)     |
| Укупно            | 4.579         | 4.214         |